# Sohipona habibi
Sohipona habibi är en insektsart som beskrevs av Ghauri och Chandrasekhara A. Viraktamath 1987. Sohipona habibi ingår i släktet Sohipona och familjen dvärgstritar. Inga underarter finns listade i Catalogue of Life.